# District hospitalier d'Ostrobotnie centrale
Le district hospitalier d'Ostrobotnie centrale (sigle KP) est un district hospitalier regroupant des municipalités des régions d'Ostrobotnie centrale, d'Ostrobotnie et d'Ostrobotnie du Nord.

## Présentation
Le consortium siège à Kokkola. 
Le district hospitalier d'Ostrobotnie centrale appartient à la zone de responsabilité spéciale de l'hôpital universitaire d'Oulu.
Les municipalités membres comptent environ 78 000 personnes (31.12.2018),.
L'hôpital central d'Ostrobotnie centrale de Kokkola est l'hôpital de proximité pour près de 200 000 habitants.
Près de 42 000 patients y sont soignés chaque année.

## Municipalités membres et contractuelles
- Communes membres[3],[1]:

| - Halsua - Kannus - Kaustinen - Kokkola - Kruunupyy | - Lestijärvi - Perho - Reisjärvi - Toholampi - Veteli |

- Communes contractuelles[3]:

| - Alavieska - Evijärvi - Haapajärvi - Kalajoki - Kinnula | - Nivala - Pietarsaari - Sievi - Ylivieska |

## Hôpitaux du district
- Hôpital central d'Ostrobotnie centrale, Kokkola